# North Downs Engineering Company
North Downs Engineering Company Ltd. war ein britischer Tuner und Hersteller von Automobilen.

## Unternehmensgeschichte
Das Unternehmen war an der Godstone Road in Whyteleafe ansässig. 1949 wurden Automobile und Kits produziert. Der Markenname lautete Nordec. Insgesamt entstanden nur wenige Exemplare. Zwischen 1959 und 1961 wurden erneut Fahrzeuge hergestellt. Zu dieser Zeit war Clive Wrenn im Unternehmen. Es bestand eine Zusammenarbeit mit TWM Engineering Company, geleitet von Terry Wrenn. Die Wrenn-Brüder hatten zuvor gemeinsam Convair Developments geleitet. Außerdem fertigte das Unternehmen besondere Vorderachsen nach einem Entwurf von Leslie M. Ballamy, der später LMB Components gründete, sowie Kompressoren für Automotoren.

## Fahrzeuge
1949 entstand eine Handvoll Fahrzeuge für Trials. Die britische Autozeitschrift The Autocar beschrieb das Fahrzeug in der Ausgabe vom 25. März 1949. Die Basis bildete das Fahrgestell vom Ford Eight mit der eigenen Vorderachse. Ein Vierzylindermotor vom Ford Ten mit Kompressor trieb das Fahrzeug an. Die offene Roadster-Karosserie bot Platz für zwei Personen. Das Fahrzeug ähnelte Modellen von Allard. Der Erfolg des ähnlich konzipierten Dellow, der besser und billiger war, sorgte rasch für eine Einstellung der Produktion.
Von 1959 bis 1961 stand ein Modell im Angebot, das auch als Bausatz erhältlich war. Clive Wrenn war an der Entwicklung beteiligt. Die Karosserien entsprachen dem Modell von TWM. Auch dieses Modell erhielt die LMB-Vorderachse und einen Ford-Motor mit Kompressor. Lediglich zwei Exemplare entstanden.